# Ina Sawenka

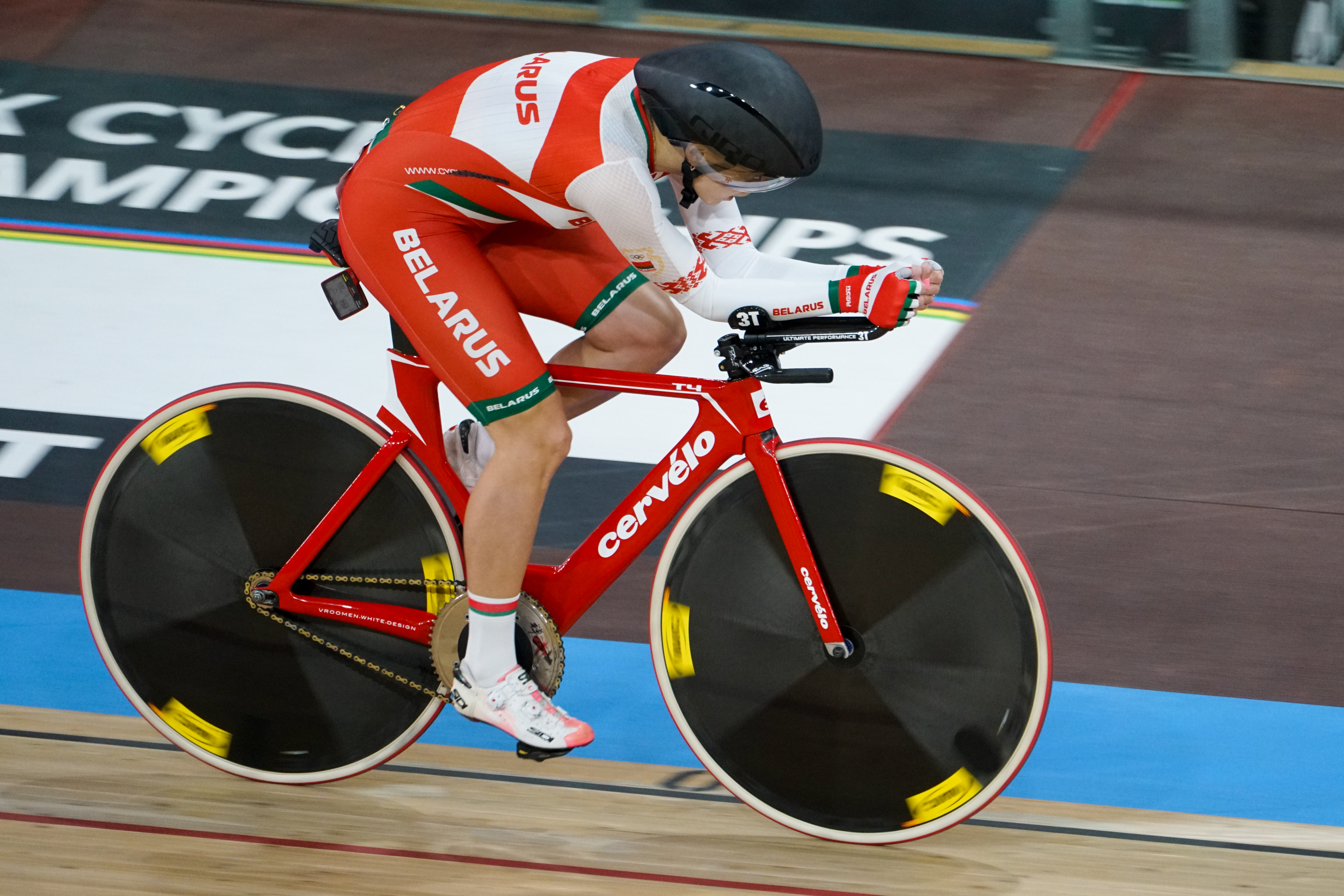
Savenka in der Einerverfolgung bei der Bahn-WM 2020

Ina Sawenka (* 5. August 1994 in Masyr) ist eine belarussische Radsportlerin, die Rennen auf Bahn und Straße bestreitet.

## Sportliche Laufbahn
Ina Sawenka ist seit 2013 im internationalen Radsport aktiv, mit Schwerpunkt auf dem Bahnradsport. 2014 errang sie bei den U23-Europameisterschaften jeweils Silber im Omnium sowie in der Mannschaftsverfolgung. Im Jahr darauf wurde sie gemeinsam mit Katsiaryna Piatruskaja, Polina Piwowarowa und Maryna Schmajankowa U23-Europameisterin in der Mannschaftsverfolgung. 2016 gewann sie bei den U23-Europameisterschaften Silber im Omnium sowie Bronze in der Einerverfolgung.
Bei den UEC-Bahn-Europameisterschaften 2018 wurde Ina Sawenka Vize-Europameisterin im Punktefahren, in der Einerverfolgung wurde sie Vierte.

## Erfolge

### Bahn
2014
- U23-Europameisterschaft – Omnium, Mannschaftsverfolgung (mit Marina Schmajankowa, Wolha Massiukowitsch und Polina Piwowarowa)

2015
- U23-Europameisterin – Mannschaftsverfolgung (mit Katsiaryna Piatruskaja, Polina Piwowarowa und Maryna Schmajankowa)
- U23-Europameisterschaft – Punktefahren

2016
- U23-Europameisterschaft – Omnium
- U23-Europameisterschaft – Einerverfolgung

2017
- Belarussische Meisterin – Einerverfolgung, Omnium, Mannschaftsverfolgung (mit Anastasiya Dzedzikawa, Karalina Sawenka und Aliaksandra Karpowitsch)

2018
- Europameisterschaft – Punktefahren
- Belarussische Meisterin – Einerverfolgung

2019
- Belarussische Meisterin – Teamsprint (mit Polina Piwowarowa, Omnium), Mannschaftsverfolgung (mit Karalina Sawenka, Anastasiya Dzedzikawa und Hanna Chuyankowa)

2020
- Belarussische Meisterin – Punktefahren

2021
- Belarussische Meisterin – Scratch

### Straße
2019
- Grand Prix Gazipaşa

## Teams
- 2018 Minsk Cycling Club
- 2019 Minsk Cycling Club